# Hans van Ghetelen

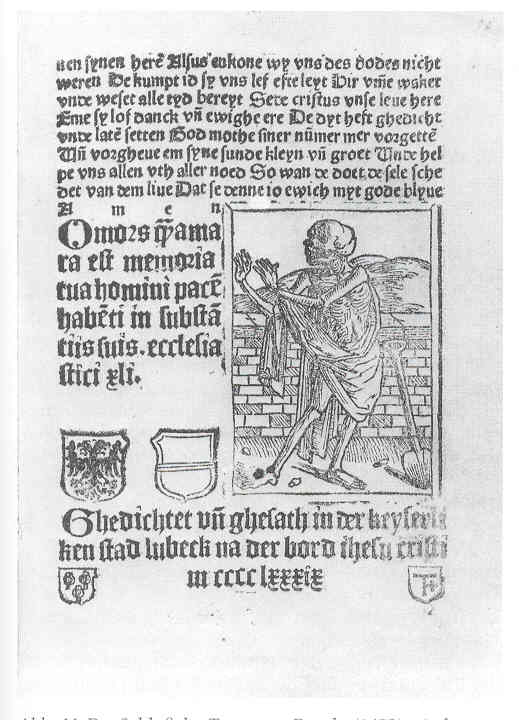
Des dodes dantz (Totentanz): Explicit der Inkunabel, gedruckt von Hans van Ghetelen 1489 mit seinen Druckermarken: Reichswappen, Stadtwappen, „Mohnköpfe“-Wappen und der sog. T-Marke

Hans van Ghetelen (* vor 1460; † vor dem 31. Januar 1528) war ein Inkunabel-Buchdrucker in Lübeck.

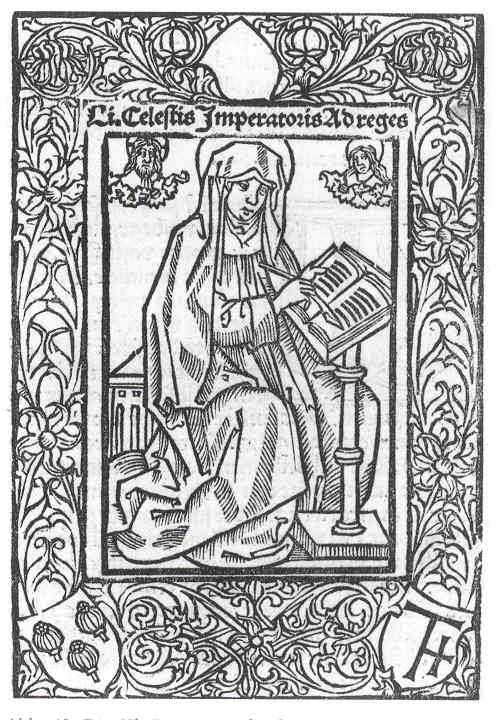
Die Hl. Birgitta. Holzschnitt aus Sunte Birgitten Openbaringe, gedruckt von Hans van Ghetelen 1496; Königliche Bibliothek, Kopenhagen

## Leben
Ghetelen stammt wahrscheinlich aus einer Lübecker Kaufmannsfamilie und ist für das Jahr 1480 durch den Erwerb von Grundbesitz in der Mengstraße als Mitgift bei seiner Heirat mit Metteke, der Tochter des Lübecker Bürgers Hans Lange und Witwe des Kaufmanns Hans Voß, erstmals urkundlich nachgewiesen; ein weiteres Haus in der Hundestraße gehörte ebenfalls zu seinem Besitz. Unbekannt ist, wann und wo er Handwerk und Geschäft des Buchdruckens erlernte. Für den Juni 1526 ist er letztmals als lebend erwähnt. Im Januar 1528 wurde seinem Sohn Jacob der Erbschein erteilt.

## Familie
Zwei der weiteren Söhne, der Übersetzer Henning und der Weltgeistliche Hieronymus, studierten an der Universität Rostock; sein Sohn Augustinus wurde Dominikaner und trat als Kontroverstheologe und Gegner Johannes Bugenhagens während der Reformation hervor, bevor er sich als Domherr nach Riga zurückzog.

## Die Lübecker Mohnkopf-Offizin
Die neuere Forschung ordnet ihm wegen der Übereinstimmung der Druckermarke, die drei Mohnköpfe (die Kapselfrüchte des Mohns) in einem Wappenschild zeigt, mit dem Familienwappen der Familie van Ghetelen die danach benannte Mohnkopfoffizin als Druckwerkstatt zu.
Der erste Druck dieser Werkstatt, das mittelniederdeutsche Bedeboek, datiert auf das Jahr 1487. Anschließend erschienen in relativ kurzen Abständen eine Reihe volkssprachlicher Werke, darunter neben einigen liturgischen Texten auch im Jahr 1489 unter dem direkten Eindruck des Lübecker Totentanzes Des dodes dantz, der 1496 eine nur geringfügig überarbeitete Neuauflage erfuhr. Ebenfalls 1489 erschien Thomas von Kempens Nachfolge Christi in einer mittelniederdeutschen Fassung als Dat boek van der navolghinge Ihesu Christi.
Zu den zahlreichen anderen mittelniederdeutschen Werken aus seiner Werkstatt gehören ein Speygel der leyen (1496), Dat narren schyp des Sebastian Brant (1497), das Henselynboek (nach 1497) und Reynke de vos (1498), der, ausgehend von seiner Verbreitung im Hanseraum, seit dem 16. Jahrhundert zu einem besonderen Vertriebserfolg wurde und als hochdeutscher Reineke Fuchs bis heute überliefert ist. Die Verfasser oder Bearbeiter bildeten einen Kreis, dessen geistig-geistlicher Mittelpunkt im franziskanischen Katharinenkloster und in der Devotio moderna angenommen wird.
Zu den letzten datierten Drucken der Werkstatt gehört eine zweite, weit einfacher aufgebaute  Fassung des Totentanzes: Dodendantz (1520). Ihr Abhängigkeitsverhältnis zum Druck von 1489/1496 ist bis heute umstritten.
Augustinus van Ghetelen bestätigt die drei Mohnköpfe in einer Urkunde des Jahres 1542 im Baltikum als Familienwappen der Ghetelen und belegt damit urkundlich seinen Vater Hans van Ghetelen eindeutig als Inhaber der Lübecker Mohnkopfoffizin. Gleichzeitig setzt aber auch eine seiner Schriften eine neue Endmarke für das zeitliche Bestehen dieser Lübecker Druckerei der Zeit der Frühdrucke. Ein Typenvergleich seiner 1526 im Druck erschienenen Schrift Wedder erdichteden seudebreff Imm namen ernn Johan Puggenhagen uthgeghaen Antwort … an deu erbaren rath to Hamborch belegt die Verwendung von Lettern der Mohnkopfoffizin, die in der 1496 gedruckten Sunte Birgitten Openbaringe Verwendung fanden, und belegt damit diesen Druck als den (vorläufig) letzten dieser Werkstatt, deren Ende zuvor im Jahr 1520 angenommen wurde.